# Xã Lynn, Michigan
Xã Lynn (tiếng Anh: Lynn Township) là một xã thuộc quận St. Clair, tiểu bang Michigan, Hoa Kỳ. Năm 2010, dân số của xã này là 1.229 người.